# Internationale Bauausstellung
Internationale Bauausstellung (IBA, Interbau) – instrument planowania miejskiego i projektowania urbanistycznego w Niemczech – międzynarodowa stała wystawa budowlana prezentująca najnowsze osiągnięcia na polu architektury, planowania przestrzennego i projektowania miejskiego, które mogą stać się wzorem i inspiracją dla przyszłych realizacji.

## Historia
Wystawy budowlane zaczęły zyskiwać na popularności na początku XX wieku – miały za zadanie ukazanie najnowszych trendów w architekturze (np. wystawy w Darmstadt Mathildenhöhe 1901/1908/1914 czy w Lipsku w 1913) a w okresie późniejszym służyły do realizacji nowatorskich koncepcji architektonicznych w stylu międzynarodowym w różnych miastach europejskich (np. wystawa mieszkaniowa w Weißenhof w Stuttgracie w 1927 czy wystawa Nový dům w Brnie w 1929). Obok aspektów mieszkaniowych, wystawy skupiały się również na aspektach urbanistycznych – np. wystawa mieszkaniowa w Wiedniu w 1932 czy powojenne osiedle Hansaviertel w Berlinie Zachodnim – modernistyczny eksperyment z 1957 z udziałem między innymi Le Corbusiera, pomyślany jako przedsięwzięcie jednorazowe, stanowiące ideową przeciwwagę dla socrealistycznej Alei Stalina w Berlinie Wschodnim. W 1979 senat miasta Berlina powołał do życia przedsięwzięcie Bauausstellung Berlin GmbH, mające na celu zapewnienie nowej substancji mieszkaniowej (IBA-Neubau) jak i przebudowę zdegradowanych obszarów stolicy oraz renowację starych budynków i części miasta (IBA-Altbau), a w 1987 otwarto IBA Berlin. W programie IBA Berlin wzięli udział: Peter Eisenman, Zaha Hadid, Rem Koolhaas, Paul Josef Kleihues, Rob Krier, Aldo Rossi, Wolf Siedler, James Stirling i Elia Zanghelis. Sukces wystawy berlińskiej przyczynił się do popularyzacji IBA na terenie Niemiec.
W 1989 rząd kraju związkowego Nadrenii Północnej-Westfalii zorganizował IBA Emscher Park, by pozyskać pomysły i impulsy do rewitalizacji pokopalnianych i poprzemysłowych obszarów Zagłębia Ruhry. W ciągu dekady w ramach IBA Emscher Park zrealizowano ponad sto projektów, m.in. jedną z lokalizacji IBA były tereny kompleksu przemysłowego kopalni i koksowni Zollverein w Essen. 
Obok wielu pomniejszych IBA, powstały dwie większe wystawy: zorganizowana przez rząd kraju związkowego Brandenburgii IBA Fürst-Pückler-Region 2000–2010 oraz zorganizowana przez rząd kraju związkowego Saksonii-Anhalt IBA Stadtumbau Sachsen-Anhalt 2010. Pierwszy program dotyczył rewitalizacji terenów kopalnictwa węgla brunatnego na obszarze Łużyc Dolnych, drugi przeobrażeń urbanistycznych w odpowiedzi na negatywne trendy demograficzne i transformację ustrojową. Ostatnia IBA ma miejsce w Hamburgu (2007–2013). Kolejne IBA planowane jest w Berlinie (2020).